# Цивета
Циветата (Viverra zibetha), известна като голяма индийска цивета или азиатска вивера, е хищник със средни размери от семейство Виверови, разпространен в Югоизточна Азия, Индия и Южен Китай.

## Физическа характеристика
Азиатската вивера е едър представител на семейство Виверови и е типична вивера. Тялото ѝ е издължено и набито с къси и силни крака с прибиращи се нокти на предните лапи и окосмяване между пръстите. Муцуната ѝ е издължена и заострена. Дължина на тялото 76 – 82 cm, а на опашката 42 – 50 cm; тегло 5 – 11 kg. Мъжките и женските са приблизително с еднаква големина.
Окраската на циветите варира според местообитанието, възрастта, пола и сезона. Обикновено основният цвят на козината е сив до кафеникав с жълт оттенък и тялото е изпъстрено с черни ивици и петна, които на хълбоците са по-бледи и незабележими. На врата отдолу имат най-често две бели и три черни редуващи се ивици. На муцуната също имат характерни черни и бели шарки. Сравнително късата за вивера опашка е раирана с черен край. Козината по дължината на гръбначния стълб и врата е черна и дълга образувайки нещо като грива, която настръхва, когато животното е разтревожено или възбудено.

## Разпространение
Среща се в Индия и Югоизточна Азия (Бангладеш, Непал, Мианмар, Южен Китай, Виетнам, Камбоджа, Тайланд, Малайзия и Сингапур).

## Начин на живот и хранене
Циветата е нощен и самотен хищник, който търси храна предимно на земята, макар да се катери отлично.
Предпочита месна храна, но понякога разнообразява менюто си с плодове, семена и корени. На практика яде всичко, което успее да улови или намери: гризачи и други дребни бозайници, птици и техните яйца, влечуги, жаби, насекоми и др. В Индия е била наблюдавана как лови риба, а в Китай са намирани раци в червата на цивети. През деня циветата спи в дупки, изоставени от други животни.
Циветата е териториално животно. Своята територия от около 2 до 6 km² маркира със секрета от аналните си жлези.

## Размножаване
Женските могат да се разгонват по всяко време на годината и обикновено отглеждат по две котила годишно. Раждат в дупки или гъсти храсталаци по 3 – 4 малки на котило. Малките проглеждат на 10-дневна възраст и майката ги отбива когато станат на един месец.

## Допълнителни сведения
Рекордната продължителност на живота в плен е 15 години и 5 месеца.